# Wykoff, Minnesota
Wykoff là một thành phố thuộc quận Fillmore, tiểu bang Minnesota, Hoa Kỳ. Năm 2010, dân số của thành phố này là 444 người.

## Dân số
- Dân số năm 2000: 460 người.
- Dân số năm 2010: 444 người.